# François Héran
Pour les articles homonymes, voir Héran.
 (octobre 2021).
François Héran, né le 18 mai 1953 à Laon, est un sociologue, anthropologue et démographe français.
Ses principaux sujets de recherche sont les migrations internationales, les dynamiques démographiques et les discriminations.

## Biographie

### Formation
- 1965-1970 : études secondaires (lycée Kléber) à Strasbourg.
- 1970-1972 : classe préparatoire (lycée Fustel-de-Coulanges) à Strasbourg.
- 1972-1976 : École normale supérieure de Paris (option philosophie).
- 1973-1974 : formation à la recherche anthropologique (FRA) à l'École des hautes études en sciences sociales (EHESS).
- 1974 : diplôme d'études approfondies (DEA) d'anthropologie sociale à l'EHESS.
- 1975 : agrégation de philosophie.
- 1976-1977 : résident de la Casa de Velázquez, il séjourne à Madrid pendant un an[2].
- 1979 : doctorat de 3e cycle : « Terre et parenté en Andalousie occidentale. Recherches d’anthropologie sociale et historique sur la bourgeoisie agraire de Séville » (EHESS).
- 1996 : [doctorat d'Université] : « Figures et légendes de la parenté » (université Paris-Descartes).

### Carrière académique
Directeur de recherche à l'Institut national d'études démographiques (INED) à partir de 1990, chef de la division des enquêtes et études démographiques (« Conditions de vie des ménages ») à l’Institut national de la statistique et des études économiques (INSEE) de 1993 à 1998, puis directeur de l'INED de 1999 à 2009, François Héran est membre des unités de recherche « Migrations internationales et minorités » et « Histoire et populations ».
En 2013, il postule à la succession à Richard Descoings à la tête de l'Institut d'études politiques de Paris. Il déplore que sa candidature n'a pas été retenue sans aucune justification et dénonce le manque de transparence du comité de recherche, qui selon lui ne l'a pas jugé sur les critères de recrutement publiés.
D'avril 2014 à juillet 2016, il dirige le département des Sciences humaines et sociales à l'Agence nationale de la recherche (ANR).
En juin 2017, il est élu professeur au Collège de France pour la chaire « Migrations et sociétés » créée en mars 2017. Il tient sa leçon inaugurale le 5 avril 2018,.
En janvier 2020, il est nommé président du conseil d’orientation de l’établissement public du palais de la Porte-Dorée.
En 2023 il devient président de l'Union rationaliste.

#### Immigration
François Héran participe régulièrement au sein du débat public en considérant principalement que l'immigration est vitale et qu'elle constitue une main-d'œuvre indispensable pour la France. Dans la mesure où les statistiques ethniques sont interdites en France, sa méthodologie de recherche se fonde sur les données d'état-civil, comme par exemple la nationalité, publiées principalement par l'Insee.
En 2017, il publie un livre sur l'immigration : Avec l'immigration - mesurer, débattre, agir où, selon la quatrième de couverture, il « replace les arguments de ce débat dans une perspective démographique et politique ».
En 2018, il soutient que l'envahissement migratoire du Nord par le Sud de populations africaines est un « fantasme » véhiculé par Stephen Smith et que cette thèse n'a aucune valeur scientifique,.
En 2019, dans une tribune publiée dans Le Monde, il réfute l'idée que la France soit le premier pays d’Europe pour la demande d’asile, en considérant que la comparaison statistique avec les autres pays européens n'est pas adaptée, compte tenu des situations géographiques, sociales et juridiques différentes. Il déplore une « politique d’opinion » qui laisse le champ libre à l’extrême droite en écartant la question de l'intégration des populations immigrées. De même, il considère que les quotas en fonction de l’emploi et la restriction de l’accès aux soins annoncés s’avèrent inutiles voire contre-productifs pour l'intégration des populations immigrées.

#### Discrimination religieuse
Au lendemain de l’assassinat de Samuel Paty, François Héran publie dans la revue en ligne La Vie des idées une « Lettre aux professeurs d’histoire-géographie », suivie d'un essai intitulé Lettre aux professeurs sur la liberté d'expression, où il plaide une conciliation de la liberté d’expression avec le respect des croyants,. Il y préconise le lien social autour d'une règle fondamentale comprenant le respect des croyants et le fait de ne pas être offensant, notamment envers les musulmans. Il préconise également de ne pas nier l'existence de l'islamophobie, du racisme structurel et de la discrimination systémique - occultés selon lui par les défenseurs de l’universalisme républicain,. Ce positionnement « suscite d'intenses débats ». Il provoque notamment la critique de Nathalie Heinich, sociologue et directrice de recherche au CNRS, qui voit dans sa thèse « une volonté de protéger les religions contre différentes formes de critiques, au mépris du droit, de la protection démocratique de la liberté d’expression et de la conception française et républicaine de la laïcité ». Le sociologue Manuel Boucher exprime lui aussi son désaccord avec François Héran. Charlie Hebdo dénonce une remise en cause du droit au blasphème. En revanche, Thomas Piketty lui apporte son soutien[réf. nécessaire].
Dans ses conférences, il explique que Samuel Paty lui-même « s’était trouvé bien embêté » après avoir montré à ses élèves l'une des caricatures réalisées par Coco (Corinne Rey). Cette affirmation provoque la réaction indignée du philosophe Henri Peña-Ruiz : « Je suis particulièrement choqué et même bouleversé que vous puissiez mettre en cause Samuel Paty de cette façon ! ».

### Décoration
- 2009 : chevalier de l'ordre national du Mérite[26]

## Publications

### Ouvrages
- 1980 : Tierra y parentesco en el campo sevillano. La revolución agrícola del siglo XIX, version modifiée de la thèse présentée en 1979 à l'École des hautes études, traduction par María Marchetti-Mauri, ministère espagnol de l'Agriculture, coll. « Estudios »
- 1990 : Le Bourgeois de Séville : Terre et parenté en Andalousie, refonte de la version espagnole de 1980, Presses universitaires de France, coll. « Ethnologies »  (ISBN 978-2130422600)
- 1994 : Les Efforts éducatifs des familles, avec Claude Gissot et Nicole Manon, INSEE, coll. « Insee-Résultats », série « Consommation-Modes de vie »  (ISBN 978-2110662019)
- 2006 : La Formation du couple. Textes essentiels pour la sociologie de la famille, avec Michel Bozon, La Découverte, coll. « Les grands repères », série « Textes essentiels pour la sociologie de la famille »  (ISBN 978-2707148278)
- 2007 : Le Temps des immigrés : Essai sur le destin de la population française, Le Seuil, coll. « La République des idées »  (ISBN 978-2020922463) (traduction japonaise en 2009 avec préface inédite)
- 2009 : Figures de la parenté. Une histoire critique de la raison structurale, Presses universitaires de France, coll. « Sociologies »  (ISBN 978-2130570363)
- 2016 : Trajectoires et origines : Enquête sur la diversité des populations en France, sous la direction de Cris Beauchemin, Christelle Hamel et Patrick Simon de l'INED et de l'INSEE, préface, INED  (ISBN 978-2-7332-8004-1)
- 2016 : Parlons de l'immigration en trente questions, 2e édition refondue (1re édition en 2012), La Documentation française  (ISBN 978-2-11-009975-4)[27]
- 2017 : Avec l'immigration : Mesurer, débattre, agir, La Découverte, coll. « L’envers des faits »  (ISBN 978-2-7071-9024-6)
- 2018 : Migrations et sociétés, Fayard / Collège de France  (ISBN 978-2213711737)
- 2021 : Lettre aux professeurs sur la liberté d'expression, La Découverte[28]
- 2023 : Immigration, le grand déni, Seuil.

### Rapports
- « Démographie et économie » avec Michel Aglietta et Didier Blanchet, rapport public du Conseil d'analyse économique, Paris, La Documentation française, mars 2002, 342 pages[29]
- « Immigration, marché du travail, intégration » avec Maryse Aoudai et Jean-Luc Richard, Commissariat général du Plan, Paris, La Documentation française, novembre 2002, 410 pages[30]
- « Inégalités et discriminations : pour un usage critique et responsable de l'outil statistique : Rapport du comité pour la mesure de la diversité et l'évaluation des discriminations », Commissariat à la diversité et à l'égalité des chances, Paris, La Documentation française, février 2010, 272 pages[31]

### Articles
- « La découverte du conjoint. I. Évolution et morphologie des scènes de rencontre », avec Michel Bozon dans Population, 1987, p. 943-985[32]
- « La découverte du conjoint. II. Les scènes de rencontre dans l’espace social », avec Michel Bozon dans Population, 1988, p. 121-150[33]

### Presse
- C. Clerc, « Le démographe galopant : Portrait de François Héran qui a présidé à la rédaction du questionnaire du recensement », Le Figaro,‎ février 2004

### Radio
- Interventions à France Culture